# Hổ Sumatra
Hổ Sumatra (danh pháp hai phần: Panthera tigris sumatrae) là một phân loài hổ nhỏ nhất còn sống sót, được tìm thấy ở đảo Sumatra (Indonesia). Theo Sách đỏ IUCN, chúng là loài cực kỳ nguy cấp khi quần thể hoang dã chỉ còn khoảng 441 đến 678 cá thể, chủ yếu sinh sống ở 5 vườn quốc gia trên đảo. Hổ Sumatra không có quần thể phụ lớn hơn 50 cá thể và đang có xu hướng giảm dần.
Hổ Sumatra là quần thể hổ duy nhất còn sót lại ở quần đảo Sunda, nơi loài hổ Bali và hổ Java đã tuyệt chủng. Trình tự từ các DNA ty thể hoàn chỉnh của 34 con hổ ủng hộ giả thuyết rằng hổ Sumatra khác biệt về mặt chẩn đoán với các phân loài ở đại lục châu Á. Năm 2017, Lực lượng chuyên trách phân loại mèo của nhóm chuyên gia mèo đã tự ý sửa đổi phân loại họ mèo và công nhận các quần thể hổ còn sống và tuyệt chủng ở Indonesia là P. t. sondaica.

## Phân loài
Felis tigris sondaicus là tên khoa học được đề xuất bởi Coenraad Jacob Temminck vào năm 1844 cho một mẫu hổ từ Java.
Chi Panthera được đề xuất bởi Reginald Innes Pocock vào năm 1929, người đã mô tả một bộ da và hộp sọ của một mẫu hổ từ Sumatra sử dụng tên Panthera tigris sumatrae. Mô hình hộp sọ và xương chậu của mẫu vật hổ từ Java và Sumatra không khác biệt đáng kể. P. t. sondaica do đó được coi là tên hợp lệ của quần thể hổ đang sinh sống và đã tuyệt chủng ở Indonesia.

## Tiến hóa
Phân tích ADN phù hợp với giả thuyết rằng loài hổ Sumatra đã bị phân lập từ các quần thể hổ khác sau khi mực nước biển dâng lên ở biên giới Pleistocen và Holocen khoảng 12.000-6.000 năm trước. Trong thỏa thuận với lịch sử tiến hóa này, loài hổ Sumatra bị cô lập về mặt di truyền từ tất cả các loài hổ sống trên đất liền, tạo thành một nhóm riêng biệt liên quan chặt chẽ với nhau.

## Điểm đặc trưng
Hổ Sumatra có kích thước nhỏ nhất trong các loài hổ, cơ thể của chúng chỉ nhỉnh hơn một con báo hoa mai. Con đực có chiều dài 2.2-2.55 m (87 đến 100 in) từ đầu đến thân và nặng từ 100–140 kg (220 đến 310 lb), chiều dài hộp sọ là từ 295–335 mm (11,6 đến 13,2 in). Con cái nhỏ hơn, dài từ 215–230 cm (85 đến 91 in) và nặng từ 75–110 kg (165 đến 243 lb) với chiều dài hộp sọ từ 263–294 mm (10,4 đến 11,6 in).
Hổ Sumatra được mô tả dựa trên hai mẫu vật động vật khác nhau về kích thước hộp sọ và kiểu sọc từ mẫu vật của hổ Bengal và Java. Chúng có màu lông sẫm hơn và có sọc rộng hơn hổ Java. Các sọc có xu hướng hòa lẫn vào các điểm gần đầu của chúng, và trên lưng, sườn và chân sau là các đốm nhỏ, tối giữa các sọc thông thường. Tần số của các sọc cao hơn so với các phân loài khác. Con đực có túm lông quanh cổ nổi bật, một chi tiết đặc biệt ở hổ Sumatra.

## Phân bố và môi trường sống

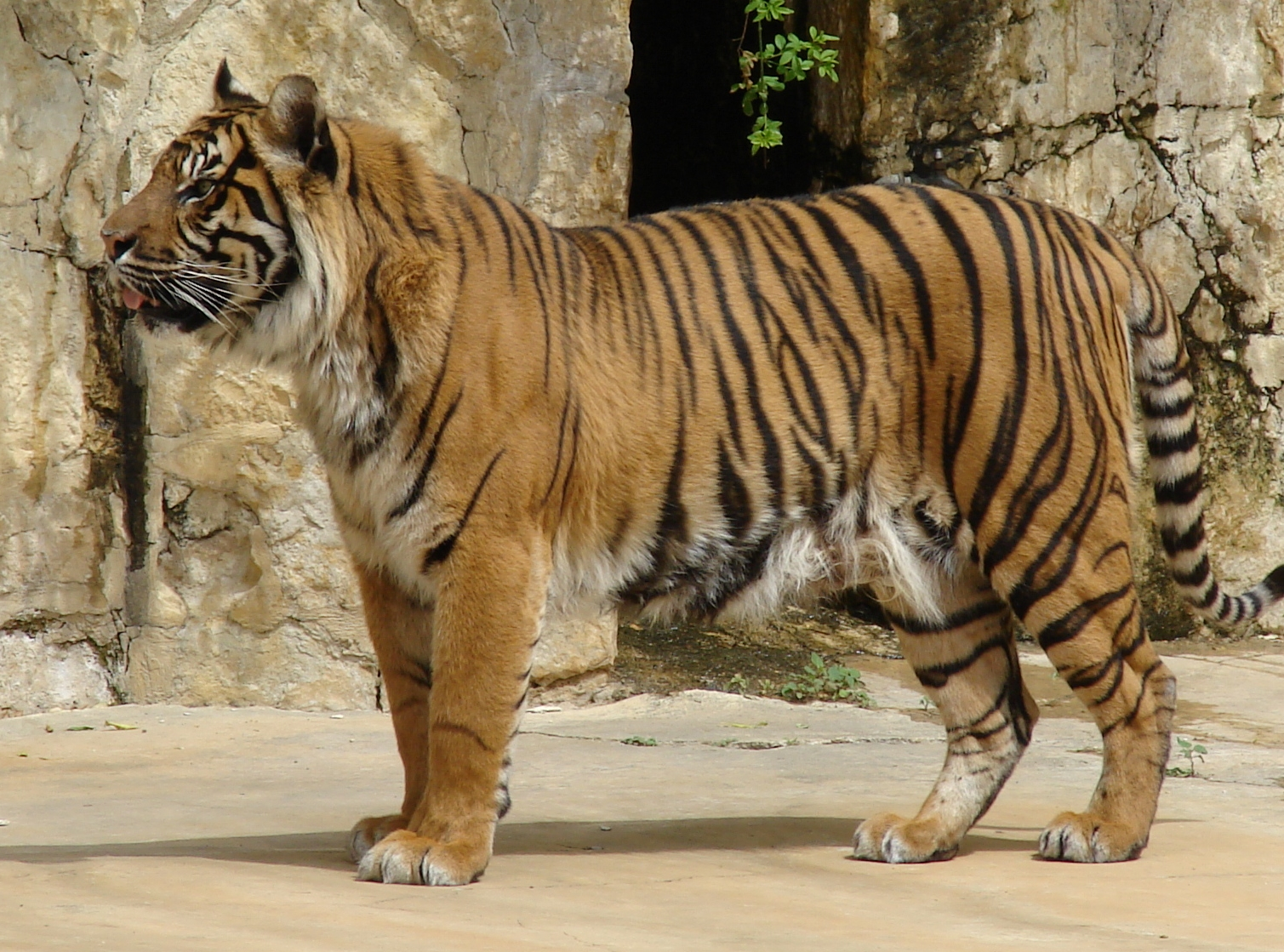
Một con hổ Sumatra được nuôi nhốt ở vườn thú San Antonio, Texas, Mỹ.

Loài hổ Sumatran tồn tại trong quần thể cô lập trên khắp đảo Sumatra. Chúng chiếm một phạm vi rộng của môi trường sống, từ rừng đất thấp ven biển của Vườn quốc gia Bukit Barisan Selatan ở mũi phía đông nam của tỉnh Lampung đến khu vực có độ cao 3.200 m so với mực nước biển (10.500 ft) trong rừng núi của Vườn quốc gia Gunung Leuser ở tỉnh Aceh. Chúng đã được chụp liên tục ở độ cao 2.600 m (8.500 ft) trong một khu vực gồ ghề của miền bắc Sumatra, và hiện diện trong 27 sinh cảnh khác nhau trên diện tích hơn 250 km2 (97 dặm vuông). Hổ Sumatra thích rừng ở vùng đất thấp và đồi, nơi có tới ba con hổ sống trong một khu vực rộng 100 km2 (39 dặm vuông). Chúng sử dụng môi trường sống không có rừng và cảnh quan do con người thống trị ở rìa của các khu vực được bảo vệ ở mức độ thấp hơn.
Hổ Sumatra rất thích những khu rừng hoang và ít khi xuất hiện ở đồn điền trồng keo và cọ dầu ngay cả khi chúng có sẵn. Trong các khu vực rừng tự nhiên, chúng có xu hướng hoạt động trong các khu vực có độ cao lớn hơn, lượng mưa hàng năm thấp hơn, nằm xa bìa rừng và gần giữa rừng hơn. Chúng thích rừng có độ che phủ dày đặc và độ dốc cao, và chúng luôn tránh các khu vực rừng có ảnh hưởng của con người cao trong các hình thức xâm lấn và định cư. Trong các đồn điền keo, hổ Sumatra có xu hướng sinh sống các khu vực gần nước hơn và thích các khu vực có cây cối già hơn, nhiều lá hơn và lớp phủ dày hơn. Hồ sơ về hổ trong các đồn điền cọ dầu và đồn điền cao su đang khan hiếm.
Sự sẵn có của thảm thực vật đầy đủ trên mặt đất đóng vai trò là điều kiện môi trường cần thiết về cơ bản bởi hổ bất kể vị trí. Nếu không có vỏ bọc đầy đủ, hổ thậm chí còn dễ bị đàn áp hơn bởi con người. Các biến số liên quan đến xáo trộn của con người ảnh hưởng tiêu cực đến việc chiếm dụng và sử dụng môi trường sống của hổ. Các biến có tác động mạnh bao gồm định cư và xâm lấn trong khu vực rừng, khai thác gỗ và cường độ bảo trì trong các đồn điền keo. Các cuộc điều tra bẫy ảnh được thực hiện ở miền nam Riau cho thấy lượng con mồi tiềm năng rất thấp và mật độ hổ thấp ở các khu vực rừng đầm lầy than bùn. Lấy mẫu lặp đi lặp lại ở Công viên quốc gia Tesso Nilo mới thành lập đã ghi nhận xu hướng tăng mật độ hổ từ 0,90 cá thể trên 100 km2 (39 dặm vuông) vào năm 2005 lên 1,70 cá thể trên 100 km2 (39 dặm vuông) trong năm 2008.
Năm 1978, số lượng hổ Sumatra được ước tính là 1.000 cá thể, dựa trên một cuộc khảo sát. Năm 1985, tổng cộng 26 khu bảo tồn trên khắp đảo Sumatra có khoảng 800 con hổ đã được xác định. Vào năm 1992, ước tính có 400-500 con hổ sống trong năm vườn quốc gia và hai khu bảo tồn. Vào thời điểm đó, quần thể lớn nhất, bao gồm 110-180 cá thể, được báo cáo từ Vườn quốc gia Gunung Leuser. Tuy nhiên, một nghiên cứu gần đây cho thấy Vườn quốc gia Kerinci Seblat ở miền trung Sumatra có số lượng hổ cao nhất trên đảo, ước tính là 165-190 cá thể. Công viên cũng được chứng minh là có mật độ quần thể hổ cao nhất trong các khu bảo tồn, với 83% công viên có dấu vết của hổ. Có nhiều cá thể hổ ở Vườn Quốc gia Kerinci Seblat hơn cả ở Nepal, và nhiều hơn ở Trung Quốc, Lào, Campuchia và Việt Nam cộng lại. Tổng số hổ Sumatra được ước tính là 618 ± 290 cá thể trong năm 2017.

## Tập tính

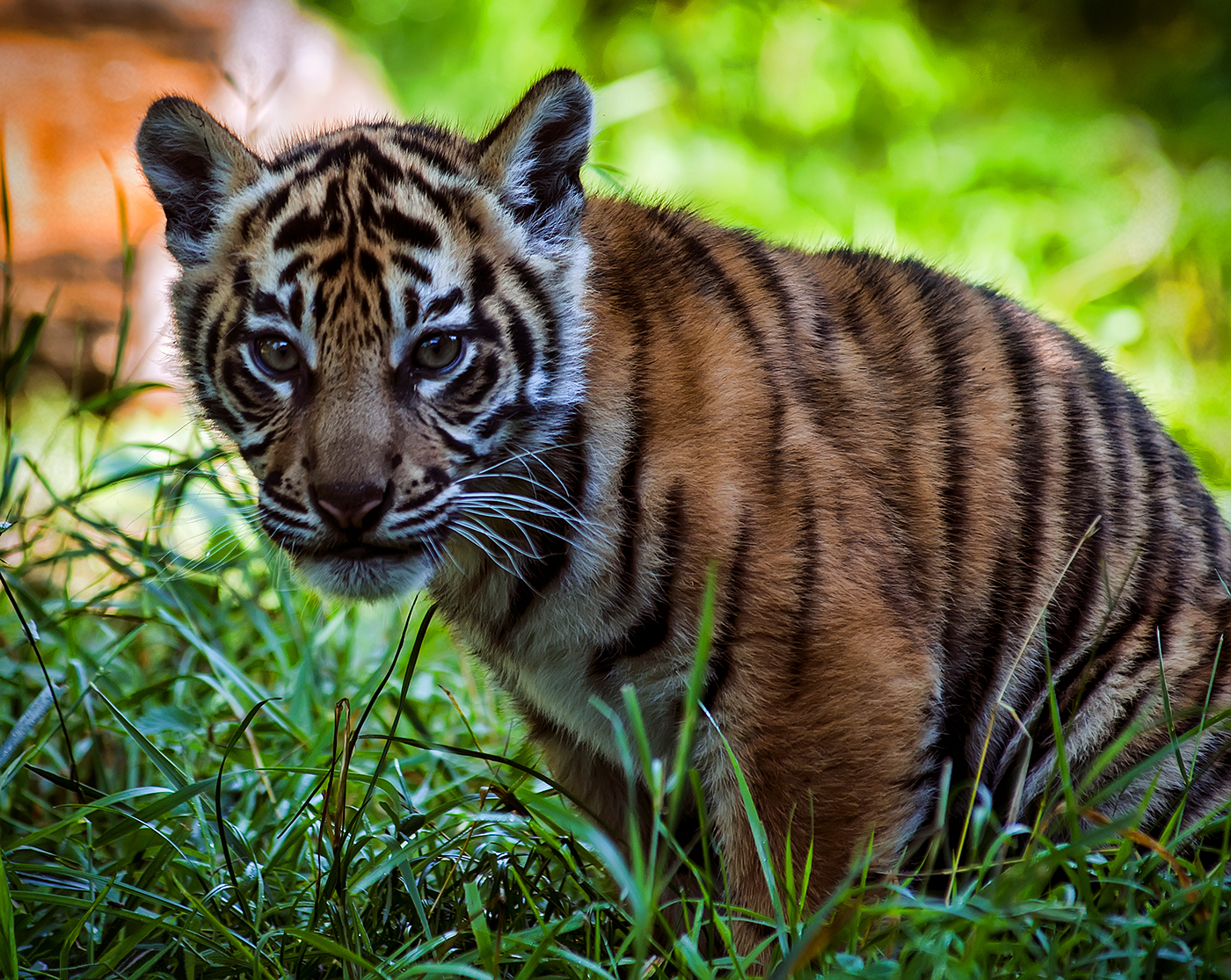
Một con hổ Sumatra con

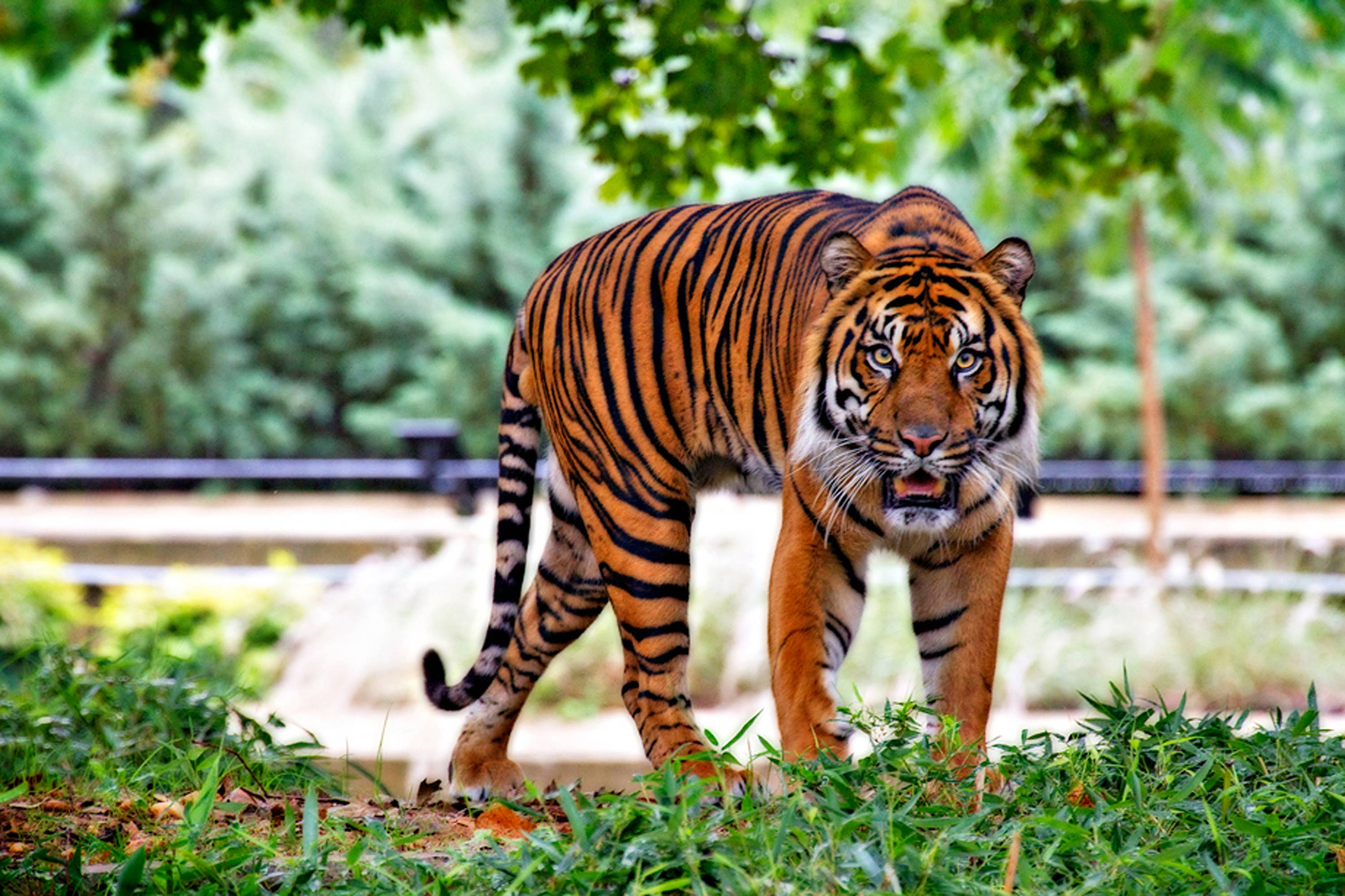
Một con hổ Sumatra

Như loài báo đốm Mỹ và tất cả các phân loài hổ thì hổ Sumatra không sợ nước và bơi giỏi. Đặc biệt của loại này là nó có màng chân giữa các ngón chân. Hiện nay các nông dân đã nhận ra lợi ích của hổ Sumatra khi chúng săn những con lợn rừng hay phá hoại mùa màng.
Dù có ngoại hình không lớn, hổ Sumatra đủ sức săn được những con mồi lớn như đồng loại của nó ở những nơi khác. Cú đánh từ chi trước của nó có thể làm gãy chân của những loài gia súc lớn như trâu hay ngựa. Nhờ đó, hổ Sumatra vẫn là loài động vật ăn thịt đầu bảng trong môi trường sống của mình. Trong vườn quốc gia Bukit Barisan Selatan, chúng có thể săn bất cứ con mồi nào nặng hơn 1 kg (2,2 lb), nên có chế độ ăn rất đa dạng. Con mồi của chúng bao gồm hươu, nai, lợn rừng Malaysia, heo vòi Malaysia, mang Ấn Độ, trĩ sao lớn, khỉ đuôi lợn, khỉ Macaca, nhím đuôi ngắn, cheo cheo Napu và cheo cheo Nam Dương. Chúng đặc biệt ưa thích môi trường sống ở các khu vực có nhiều sông, hồ, ẩm ướt và có nhiều bụi rậm.

## Mối đe dọa

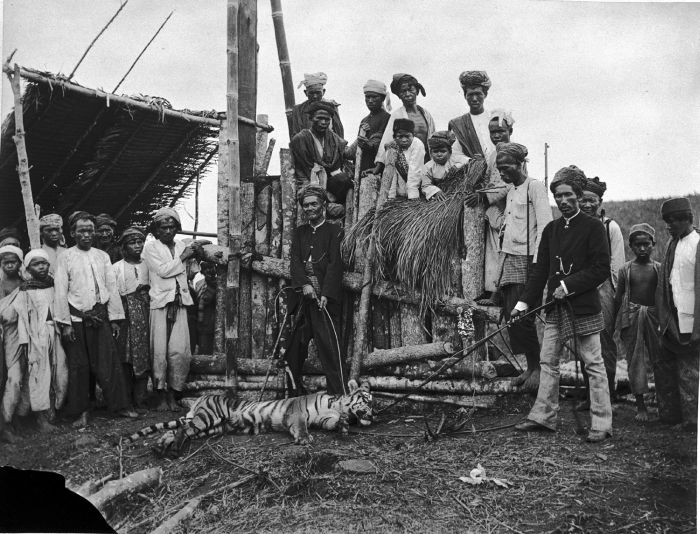
Một nhóm người bẫy thành công một con hổ trong một cuộc săn hổ ở Sumatra năm 1895

Việc thử nghiệm gen gần đây đã phát hiện ra sự tồn tại của các dấu hiệu gen duy nhất, chỉ ra rằng nó có thể phát triển thành các loài riêng biệt, nếu nó không bị làm cho tuyệt chủng. Điều này dẫn tới giả thiết là hổ Sumatra có tầm quan trọng lớn hơn trong việc bảo tồn hơn bất kỳ một nòi nào khác. Sự phá hủy môi trường sống là mối đe dọa chính tới sự tồn tại của quần thể này (việc săn bắt thậm chí còn diễn ra trong các vườn quốc gia nằm dưới sự bảo vệ), 66 con đã bị bắn giết trong những năm từ 1998 tới 2000 - gần 20% của tổng số hổ. Khoảng 400-500 cá thể hổ Sumatra hoang dã được cho là tồn tại tại thời điểm năm 1998 nhưng số lượng liên tục sụt giảm.
Việc mất môi trường sống của hổ Sumatra là do sự mở rộng các đồn điền dầu cọ và trồng các đồn điền keo, cạn kiệt nguồn con mồi và buôn bán bất hợp pháp chủ yếu cho thị trường nội địa. Ngoài ra, hổ Sumatra thường bị mắc bẫy của người dân đặt để giết heo rừng và những cái bẫy của những tên săn trộm. Chúng còn thường xuyên bị đánh độc và bắn giết tàn bạo bởi con người.

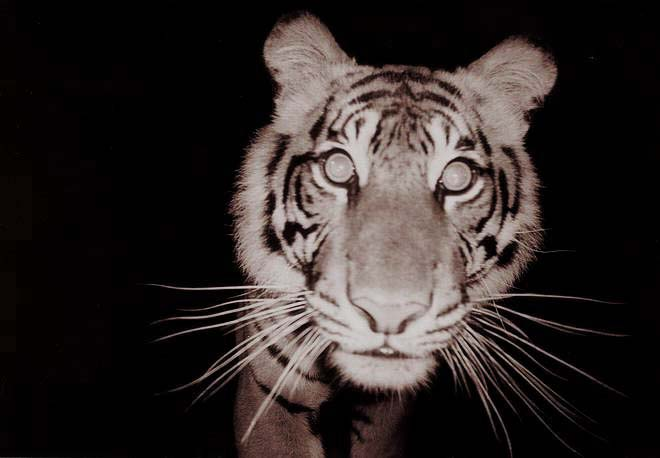
Một con hổ Sumatra hoang dã được chụp bởi bẫy ảnh

Hổ cần những khối rừng lớn tiếp giáp để phát triển mạnh. Từ năm 1985 đến năm 1999, rừng trong Vườn quốc gia Bukit Barisan Selatan trung bình giảm đi 2% mỗi năm. Tổng cộng 661 km2 (255 dặm vuông) rừng đã biến mất bên trong khu bảo tồn và 318 km2 (123 dặm vuông) bị mất trong vùng đệm 10 km, loại bỏ rừng bên ngoài vườn quốc gia. Rừng ở vùng đất thấp biến mất nhanh hơn rừng trên núi và rừng trên sườn dốc biến mất nhanh hơn rừng trên sườn dốc. Hầu hết các chuyển đổi rừng là kết quả của phát triển nông nghiệp, dẫn đến dự đoán rằng vào năm 2010, 70% vườn quốc gia sẽ biến thành nơi canh tác nông nghiệp. Dữ liệu bẫy ảnh cho thấy việc tránh ranh giới rừng của hổ. Phân loại rừng thành rừng lõi và rừng ngoại vi dựa trên phân bố động vật có vú cho thấy đến năm 2010, diện tích rừng lõi của hổ sẽ bị chia cắt và giảm xuống 20% diện tích rừng còn lại.
Quần thể hổ lớn nhất của Sumatra trong Vườn quốc gia Kerinci Seblat đang bị đe dọa bởi tỷ lệ phá rừng cao ở các khu vực bên ngoài. Các tài xế là một nhu cầu không bền vững đối với tài nguyên thiên nhiên do dân số tạo ra với tốc độ tăng trưởng cao nhất ở Indonesia, và một sáng kiến của chính phủ nhằm tăng cường trồng cây và khai thác gỗ thương mại cường độ cao, cuối cùng dẫn đến cháy rừng. Phần lớn những con hổ được tìm thấy trong vườn quốc gia đã được chuyển đến trung tâm của khu vực, nơi các nỗ lực bảo tồn được tập trung, nhưng vấn đề ở các khu rừng đồi thấp ở vùng ngoại ô vẫn còn. Mặc dù là môi trường sống của loài hổ rất phù hợp, những khu vực này cũng được nhắm mục tiêu rất nhiều bởi những nỗ lực khai thác gỗ, điều này góp phần đáng kể vào việc giảm số lượng hổ địa phương.
Việc mở rộng các đồn điền cũng làm tăng lượng khí thải nhà kính, góp phần vào sự biến đổi khí hậu do con người gây ra, do đó càng làm tăng thêm áp lực môi trường đối với các loài có nguy cơ tuyệt chủng. Sự di chuyển dựa trên khí hậu của hổ về phía bắc có thể dẫn đến sự xung đột gia tăng giữa chúng với con người. Từ năm 1987 đến năm 1997, hổ Sumatra đã giết chết 146 người và ít nhất 870 gia súc. Ở Tây Sumatra, Riau và Aceh, có tổng cộng 128 sự cố đã được báo cáo; 265 con hổ đã bị giết và 97 con bị bắt để trả thù, và thêm 35 con hổ bị giết từ năm 1998 đến 2002. Từ năm 2007 đến 2010, những con hổ đã gây ra cái chết của 9 người và thêm 25 con hổ nữa bị giết.
Năm 1997, ước tính có 53 con hổ đã bị giết bởi những kẻ săn trộm và các bộ phận của chúng được bán trên hầu hết miền bắc Sumatra. Con số cho tất cả số hổ bị giết ở Sumatra có khả năng cao hơn. Nông dân đã giết nhiều hổ để ngăn chặn thiệt hại vật nuôi. Họ đã bán chúng cho các cửa hàng vàng và đồ lưu niệm và các hiệu thuốc. Năm 2006, thị trường động vật hoang dã đã được khảo sát tại 28 thành phố và chín cảng biển ở bảy tỉnh Sumatra; 33 trên 326 cửa hàng bán lẻ cung cấp các bộ phận của hổ như da, răng nanh, xương và râu ria. Xương hổ lấy giá trung bình cao nhất là 116 đô la Mỹ mỗi kg, tiếp theo là răng nanh. Có bằng chứng cho thấy các bộ phận của hổ được nhập lậu ra khỏi Indonesia. Vào tháng 7 năm 2005, hơn 140 kg (310 lb) xương hổ và 24 hộp sọ đã bị tịch thu ở Đài Loan trong một chuyến hàng từ Jakarta.
Vào năm 2013-2015, Công viên quốc gia Kerinci Seblat đã trải qua một cuộc bùng nổ về nạn săn trộm, với số lượng bẫy hàng năm cao nhất đã được gỡ bỏ cho một nỗ lực tuần tra tương tự như những năm trước. Bằng chứng này khan hiếm và bị hiểu lầm về việc các chiến lược được thực hiện để giảm bớt nạn săn trộm có thành công hay không mặc dù đã đầu tư hàng triệu đô la hàng năm vào các chiến lược bảo tồn.

## Bảo tồn
Panthera tigris được liệt kê trong Phụ lục I của CITES. Săn bắn dưới mọi hình thức đều bị cấm ở Indonesia.
Năm 1994, Chiến lược bảo tồn loài hổ Sumatra của Indonesia đã giải quyết cuộc khủng hoảng tiềm tàng mà hổ phải đối mặt ở Sumatra. Dự án hổ Sumatra (STP) được khởi xướng vào tháng 6 năm 1995 tại và xung quanh Vườn quốc gia Way Kambas để đảm bảo khả năng tồn tại lâu dài của hổ Sumatra hoang dã và tích lũy dữ liệu về đặc điểm lịch sử của hổ trong việc quản lý các quần thể hoang dã. Đến tháng 8 năm 1999, các đội của STP đã đánh giá 52 địa điểm sinh sống tiềm năng cho loài hổ ở tỉnh Lampung, trong đó chỉ có 15 khu vực còn nguyên vẹn để chứa hổ. Trong khuôn khổ của STP, một chương trình bảo tồn dựa vào cộng đồng đã được khởi xướng để ghi lại dân số con người trong vườn quốc gia để cho phép các cơ quan bảo tồn giải quyết xung đột giữa người và hổ dựa trên cơ sở dữ liệu toàn diện thay vì giai thoại và ý kiến.
Năm 2007, Bộ Lâm nghiệp Indonesia và Công viên Safari đã thiết lập hợp tác với Sở thú Úc để bảo tồn hổ Sumatra và các loài có nguy cơ tuyệt chủng khác. Chương trình bao gồm bảo tồn hổ Sumatra và các loài có nguy cơ tuyệt chủng khác trong tự nhiên, nỗ lực giảm xung đột giữa hổ và người, và phục hồi hổ Sumatra và đưa chúng trở lại sinh cảnh tự nhiên của chúng. Một héc ta đất của Taman Safari 186 ha là trung tâm nuôi nhốt hổ Sumatra duy nhất trên thế giới cũng có ngân hàng tinh trùng.
Cuộc đấu tranh với bảo tồn của Indonesia đã gây ra một sự bùng nổ trong động lực chính trị để bảo vệ và bảo tồn động vật hoang dã và đa dạng sinh học. Năm 2009, tổng thống Indonesia cam kết giảm đáng kể nạn phá rừng và các chính sách trên toàn quốc đòi hỏi các kế hoạch không gian sẽ bền vững với môi trường ở cấp quốc gia, tỉnh và huyện.
Kể từ khoảng năm 2005, khoảng 210 triệu đô la Mỹ đã được đầu tư vào các hoạt động thực thi pháp luật hổ hỗ trợ tuần tra kiểm lâm, cũng như triển khai các hoạt động thực thi pháp luật tiền tuyến của Kế hoạch phục hồi hổ toàn cầu, nhằm mục đích tăng gấp đôi số lượng hổ hoang dã vào năm 2020.
Một nghiên cứu năm 2010 đã xem xét một chiến lược khác nhau để thúc đẩy bảo tồn hổ Sumatra trong khi đồng thời thu được lợi nhuận tài chính, bằng cách thúc đẩy bơ thực vật "thân thiện với hổ" thay thế cho dầu cọ. Nghiên cứu kết luận rằng người tiêu dùng sẵn sàng trả phí bảo hiểm cho bơ thực vật chất lượng cao có liên quan đến bảo tồn hổ.
Một khu bảo tồn và trung tâm phục hồi 110.000 mẫu Anh, Bảo tồn thiên nhiên hoang dã Tamble, đã được thiết lập ở rìa của một công viên quốc gia ở mũi phía nam Sumatra (Lampung). Vào ngày 26 tháng 10 năm 2011, một con hổ cái đã bị bắt với một chân bị thương vào đầu tháng 10 đã sinh ba con đực trong một cái lồng tạm thời trong khi chờ được thả ra sau khi hồi phục.
Do nhu cầu của Indonesia cần thêm các khu bảo tồn cho hổ Sumatra, voi Sumatra, đười ươi Sumatra và tê giác Sumatra, chính phủ đã mở Khu bảo tồn động vật Batu Nanggar cho hổ Sumatra tại Bắc Padang Lawas, Bắc Sumatera vào tháng 11 năm 2016.

### Trong điều kiện nuôi nhốt

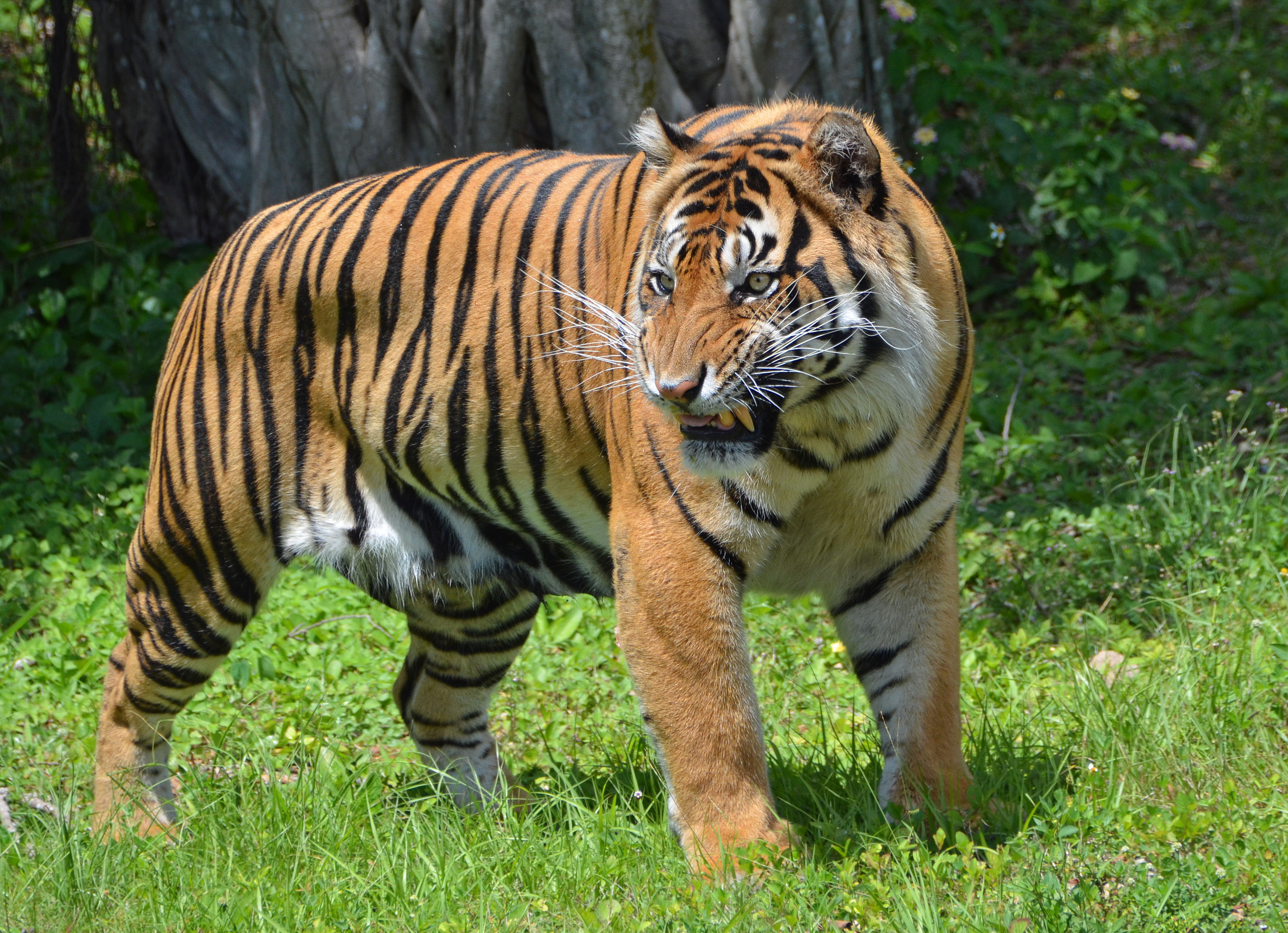
Hổ Sumatra trong một vườn thú ở Mỹ

Vào tháng 8 năm 2011, hai con đực và một con cái đã được sinh ra tại Vườn thú Taronga ở Sydney, Úc. Vào ngày 6 tháng 2 năm 2019, hai con cái và một con đực khác đã được sinh ra tại vườn thú.
Vào tháng 9 năm 2013, hai con được sinh ra trong Sở thú Luân Đôn, nhưng một con bị chết đuối trong một hồ bơi hai tuần sau đó. Vào tháng 2 năm 2014, con cái đã sinh con lần nữa, với ba con. Vào tháng 6 năm 2016, nó đã sinh hai con. Vào tháng 8 năm 2017, hai con được sinh ra tại Vương quốc Động vật của Disney ở Orlando, Florida. Vào tháng 2 năm 2019, một con hổ đực được cho mượn từ công viên Safari của Đan Mạch đến Sở thú Luân Đôn đã giết chết người bạn đời dự định của mình trong cuộc gặp đầu tiên của chúng.